# Seznam sardinskih otokov
V seznamu so našteti otoki italijanske dežele Sardinija v izvirni italijanski obliki.

## A
- Asinara

## B
- Isola delle Bisce
- Budelli (Magdalensko otočje)

## C
- Isola dei Cappuccini
- Caprera (Magdalensko otočje)
- Isola dei Cavoli
- Isola del Corno (Otočje Sulcis)

## F
- Figarolo
- Isola di Foradada

## L
- La Maddalena (Magdalensko otočje)

## M
- Molara (Otočje Tavolare)
- Molarotto (Otočje Tavolare)
- Mortorio (Otočje Mortorio)

## N
- Li Nibani

## P
- Pan di zucchero
- Isola Piana (Capo Caccia)
- Isola Piana (Asinara)
- Isola Piana (Otočje Sulcis)

## R
- Razzoli (Magdalensko otočje)
- Isola dei Ratti (Otočje Sulcis)

## S
- Isola Santa Maria (Magdalensko otočje)
- Isola di Sant'Antioco (Otočje Sulcis)
- Isola Santo Stefano (Magdalensko otočje)
- Isola di San Pietro (Otočje Sulcis)
- Isola Serpentara
- Soffi (Otočje Mortorio)
- Spargi (Magdalensko otočje)

## T
- Tavolara (Otočje Tavolare)
- Isola del Toro (Otočje Sulcis)

## V
- Isola della Vacca (Otočje Sulcis)